# Двајт Дејвис
Двајт Дејвис (енгл. Dwight F. Davis; Сент Луис, 5. јул 1879 — Вашингтон, 28. новембар 1945) је био амерички тенисер и политичар, министар рата (1925—1929). Основао је 1900. тениско такмичење „Дејвис куп".